# Lukas av Prag
Lukas av Prag, född omkring 1460, död 11 december 1528, var en tjeckisk lärd.
Lukas av Prag organiserade Böhmiska bröderna till ett kyrkosamfund, och var under 28 år sedara biskop och uppställde i skrifter deras författning. I mycket av samma uppfattning som Martin Luther, anslöt sig Lukas av Prag dock inte till reformationen.